# Typ 83
 Typ 83 – chińska samobieżna haubicoarmata kal. 152,4 mm produkowana od 1984 roku.

## Historia
Na początku lat 80. XX wieku w Chińskiej Republice Ludowej rozpoczęto pracę nad budową samobieżnego działa dużego kalibru. Do jego opracowania wykorzystano podwozie gąsienicowe oraz lufę działa kal. 152,4 mm z haubicoarmaty Typ 66 (chińskiej wersji radzieckiej haubicoarmata D 20).
Pierwsze prototypy powstały w 1983 roku, a produkcję seryjną podjęto w 1984 roku w zakładach Norinco. Pierwszy publiczny pokaz tych dział odbył się w październiku 1984 roku.

## Użycie
Samobieżne działo Typ 83 kal. 152,4 mm używane jest do chwili obecnej w armii chińskiej.